# カラダ年齢ダービー・アナタのカラダ、ホントは何歳?
『カラダ年齢ダービー・アナタのカラダ、ホントは何歳?』（カラダねんれいダービー・アナタのカラダ、ホントはなんさい?）は、日本テレビ系列で、2007年10月8日（祝日・月曜日）の13:55～14:50（JST）に放送された特別番組。

## 概要
日本テレビ制作ヤクルト一社提供番組（CMはない）による情報バラエティ番組で2007年10月からスタートした月曜日～金曜日放送の特別編成枠「ドラバラZONE」枠で放送された特別番組。本来の編成で放送している読売テレビ制作のNNN系列全国ネット番組（日本テレビとテレビ信州を除く、当時）「情報ライブ ミヤネ屋」の14時台の放送を休止して14:50（JST）から放送された（一部地区除く）。
またフジテレビ系列とクロスネット局であるテレビ大分とテレビ宮崎も同日時差ネットとして出雲駅伝終了直後に放送された。BSデジタル放送のBS日テレでは、10月14日の18:00～18:54に放送した。

## 出演者
- 夏川純
- 原口あきまさ
- 中島史恵
- 大林素子
- 石田純一

## スタッフ
- 製作著作:日本テレビ